# Aeroporto di San Paolo-Congonhas
L'aeroporto di Congonhas (in portoghese Aeroporto de São Paulo/Congonhas - Deputado Freitas Nobre) è uno dei quattro aeroporti che serve la metropoli brasiliana di San Paolo. È situato a 10,6 km a sud del centro di San Paolo, nelle vicinanze del quartiere di Vila Congonhas. È il secondo aeroporto più trafficato del Brasile dopo San Paolo-Guarulhos, con circa 16.500.000 passeggeri all'anno.
Inaugurato a metà degli anni trenta in un'area aperta, è stato presto inglobato nel tessuto urbano, diventando un aeroporto centrale. Serve l'area della Grande San Paolo con voli nazionali e regionali verso oltre trenta destinazioni in Brasile.

## Storia

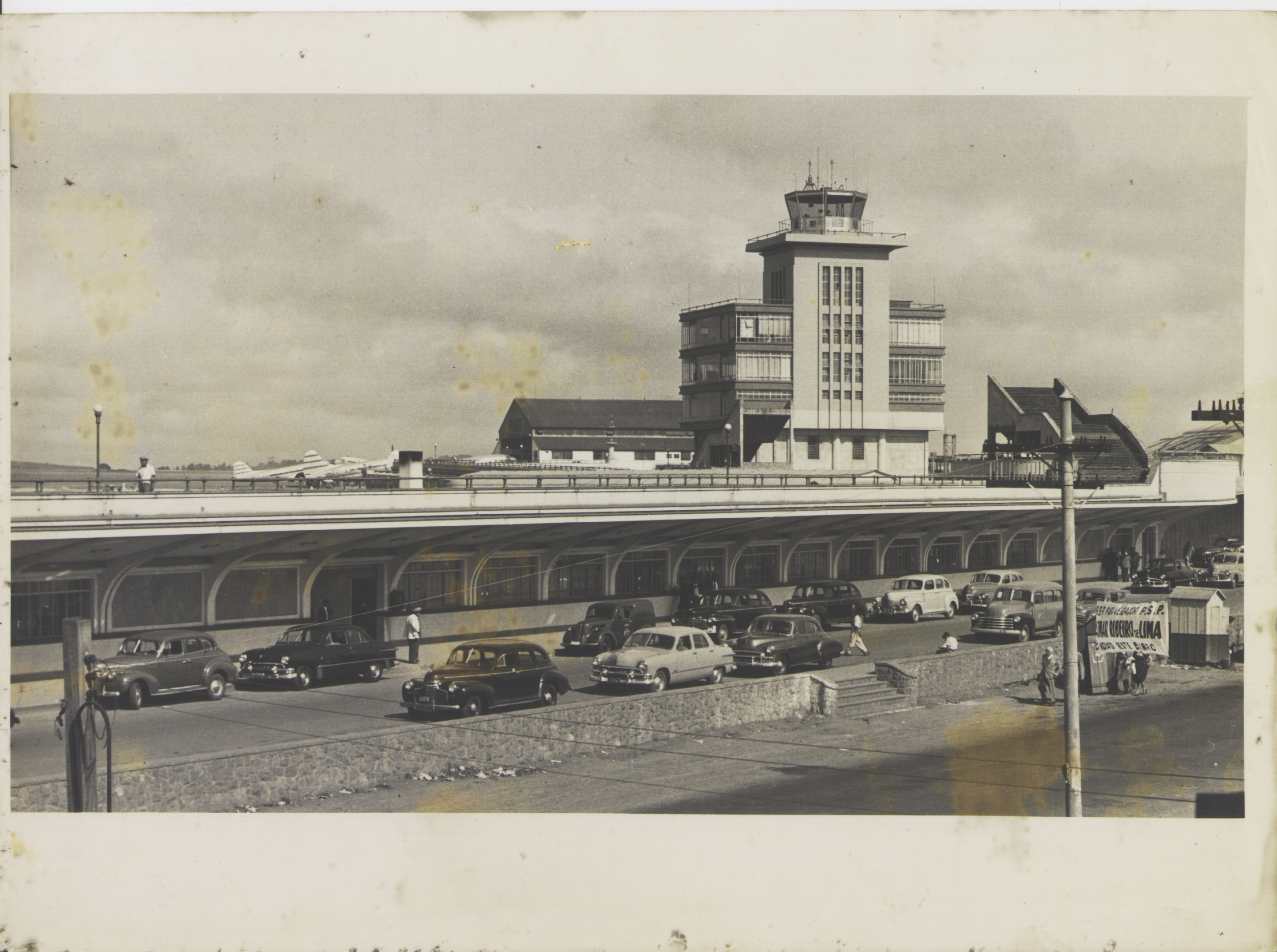
L'aeroporto di Congonhas negli anni'50.

L'aeroporto fu progettato inizialmente nel 1919, ma fu inaugurato solo il 12 aprile 1936. Il sito si trovava allora al di fuori dell'area urbana edificata e fu scelto perché aveva venti favorevoli e si trovava su un'alta collina con poca vegetazione.
Nel 1957 era il terzo aeroporto più trafficato al mondo per il traffico merci. È stato il principale aeroporto della città fino al 1985, quando è stato costruito il nuovo Aeroporto Internazionale di São Paulo-Guarulhos (a 35 km dal centro della città) a causa della congestione di Congonhas, che non era più in grado di gestire i voli transatlantici.
L'aeroporto continua a essere importante per la città, con un elevato volume di voli nazionali e regionali. Nonostante la costruzione di Guarulhos, l'aeroporto di Congonhas continua a essere saturo sia in termini di numero di passeggeri che di numero di voli. L'aeroporto di Viracopos, che è stato l'aeroporto dei voli internazionali fino al 1985, gestisce ancora una parte significativa del traffico merci e una parte del traffico passeggeri.

## Incidenti
Il 17 luglio 2007 lo scalo aeroportuale è stato oggetto di un incidente aereo tra i più gravi in territorio brasiliano. Il volo TAM 3054 operato da un Airbus A320 con 187 persone a bordo, a causa di un errore del pilota che lasciò il motore destro alla massima potenza e il motore sinistro al minimo attivando l'unico inversore di spinta funzionante, sbandò fuori pista sulla sinistra al termine della stessa e si schiantò contro un edificio e una pompa di benzina. Non ci furono superstiti. Le vittime totali furono 199, di cui 12 
tra i residenti nell'edificio e i clienti del rifornitore di carburante investiti dall'aeromobile fuori controllo. Sul luogo è presente ora un memoriale dedicato alle persone scomparse nell'incidente.
Sulla pista erano presenti pozzanghere a causa dell'assenza di scanalature che avrebbero dovuto far defluire l'acqua piovana verso il terreno circostante, ma questo particolare non influì sull'incidente che si verificò per altri motivi. In seguito all'incidente vennero aggiunte le scanalature sotto la pista per evitare l'accumulo d'acqua su quest'ultima.
Altre sei volte in quattro anni l'aeroporto brasiliano è stato al centro d'incidenti causati dagli spazi limitati. Nel 1996 un Fokker uscì di pista andando a schiantarsi contro un palazzo: morirono novantanove persone.